# 샤크 무어
샤켈 콰메 "샤크" 무어(영어: Shaquell Kwame "Shaq" Moore, 1996년 11월 2일 ~ )는 미국의 축구 선수로 현재 미국 메이저 리그 사커의 내슈빌 SC와 미국 축구 국가대표팀에서 라이트 백으로 활약하고 있다.